# Futaleufú (departamento)

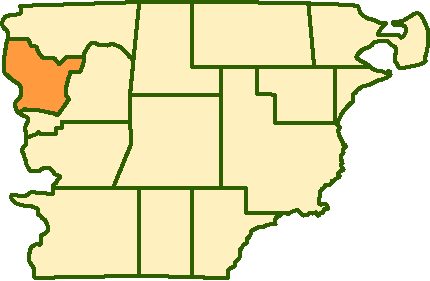
Localização de Futaleufú

Futaleufú é um departamento da Argentina, localizado na província do Chubut.